# Arrojadoa bahiensis
Arrojadoa bahiensis es una especie de planta suculenta perteneciente al género Arrojadoa, dentro de la familia Cactaceae. Es endémica del nordeste de Brasil.

## Descripción

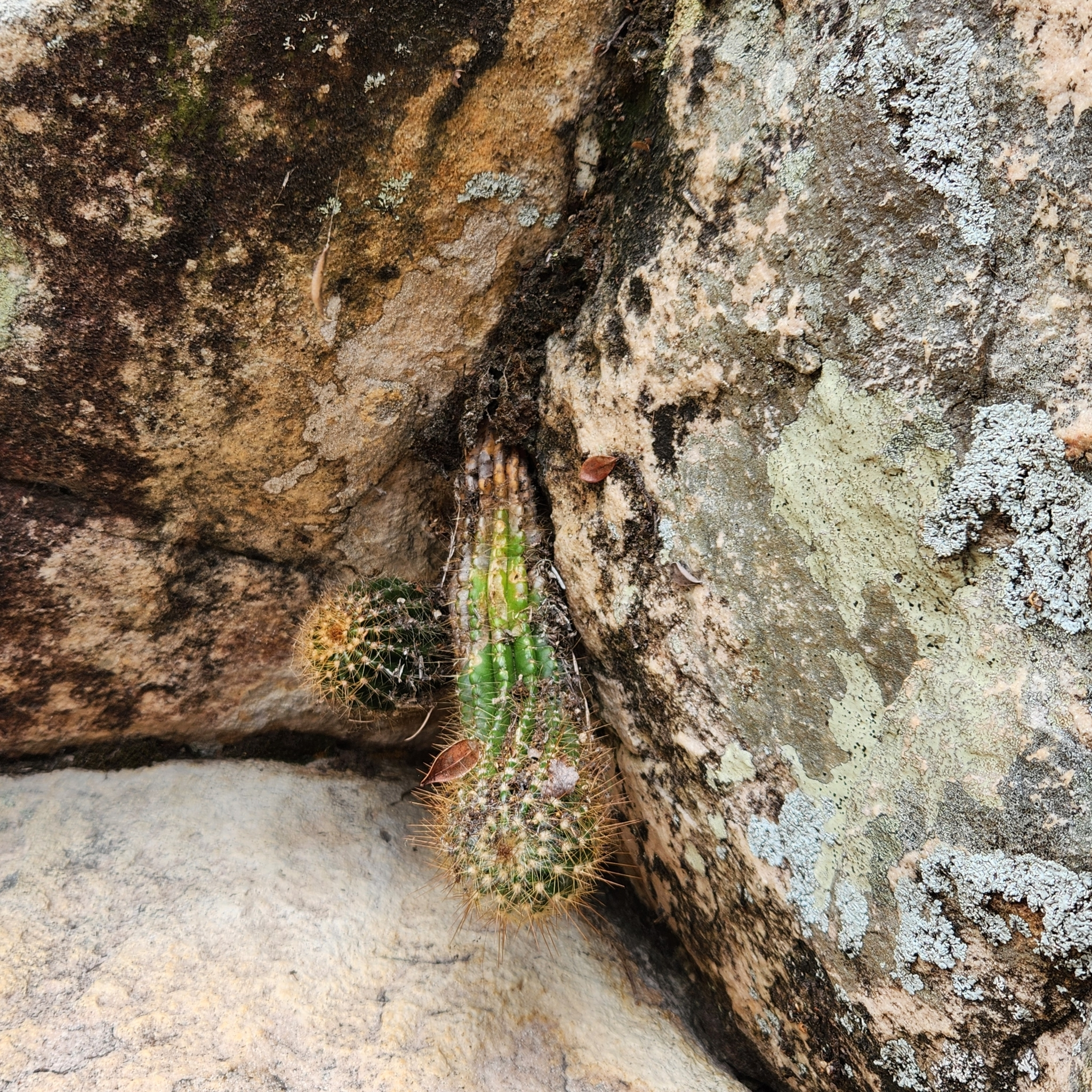
Planta en su hábitat

Arrojadoa bahiensis es una especie de cactus que crece individualmente y tiene el tallo desde esférico a cilíndrico, ramificado sólo desde la base. Tiene un color que va de verde a gris verdoso y alcanza un tamaño de hasta 1,1 m de altura y un diámetro de 8 cm. Presenta de 9 a 14 costillas verticales con los bordes redondeados. 
Las areolas son redondas y se cubren inicialmente con una lana de color crema, la cual desaparece al cabo del tiempo. Presentan espinas finas, en forma de aguja, algo flexibles y de color amarillento a rojizo o grisáceo. Presentan una espina central única de hasta 3 centímetros de largo y de  6 a 11 espinas marginales o radiales que se extienden hacia arriba y miden hasta 1,6 centímetros de largo.
Las flores son tubulares, diurnas, de color rosa y aparecen en la parte superior de los tallos. Miden de 3,2 a 3,9 cm de largo y alcanzan un diámetro de 8 a 10 milímetros, con las brácteas internas de color blanco. El fruto, de forma esférica a ovoide, es de color rosa y tiene un diámetro de 1 a 3 centímetros.

## Distribución y hábitat
El área de distribución nativa de esta especie es el nordeste de Brasil (concretamente en el estado de Bahía) y crece principalmente en el bioma tropical estacionalmente seco, a altitudes de 1000 a 1950 metros.

## Taxonomía
La primera descripción de esta especie fue como Floribunda bahiensis, publicada en 1993 por el botánico alemán Pierre Josef Braun y el botánico brasileño Eddie Esteves Pereira en la revista científica Pabstia 4: 16.
Más tarde,  los botánicos Nigel Paul Taylor y Urs Eggli trasladaron la especie al género Arrojadoa, por lo que pasó a llamarse Arrojadoa bahiensis. Registraron estos cambios en la revista científica Kew Bulletin 49: 98, publicada en 1994.
Etimología
- Arrojadoa: nombre genérico que fue otorgado en honor al brasileño Miguel Arrojado Lisboa, superintendente de los Ferrocarriles de Brasil en la época en que Britton y Rose describieron el género en 1920.
- bahiensis: epíteto geográfico que alude a su localización en el estado brasileño de Bahía.[6]

### Subespecies
Actualmente se distinguen dos subespecies:
| Imagen | Subespecie                                                     | Descripción                                                              | Distribución               |
| ------ | -------------------------------------------------------------- | ------------------------------------------------------------------------ | -------------------------- |
|        | Arrojadoa bahiensis subsp. bahiensis                           | Tallo ramificado desde la base y las flores y frutos son de color rosa.  | Nordeste de Brasil (Bahía) |
|        | Arrojadoa bahiensis subsp. flava (Gonzaga & Engels) N.P.Taylor | Tallo no ramificado, las flores son de color amarillo y el fruto blanco. | Nordeste de Brasil (Bahía) |

Sinonimia
- Sinónimos de Arrojadoa bahiensis subsp. bahiensis: (no tiene)
- Sinónimos de Arrojadoa bahiensis subsp. flava:
  - Arrojadoa flava Gonzaga & Engels (2023)

## Estado de conservación
En la Lista Roja de Especies Amenazadas de la UICN, la especie está clasificada como de "Vulnerable (VU)".

## Usos

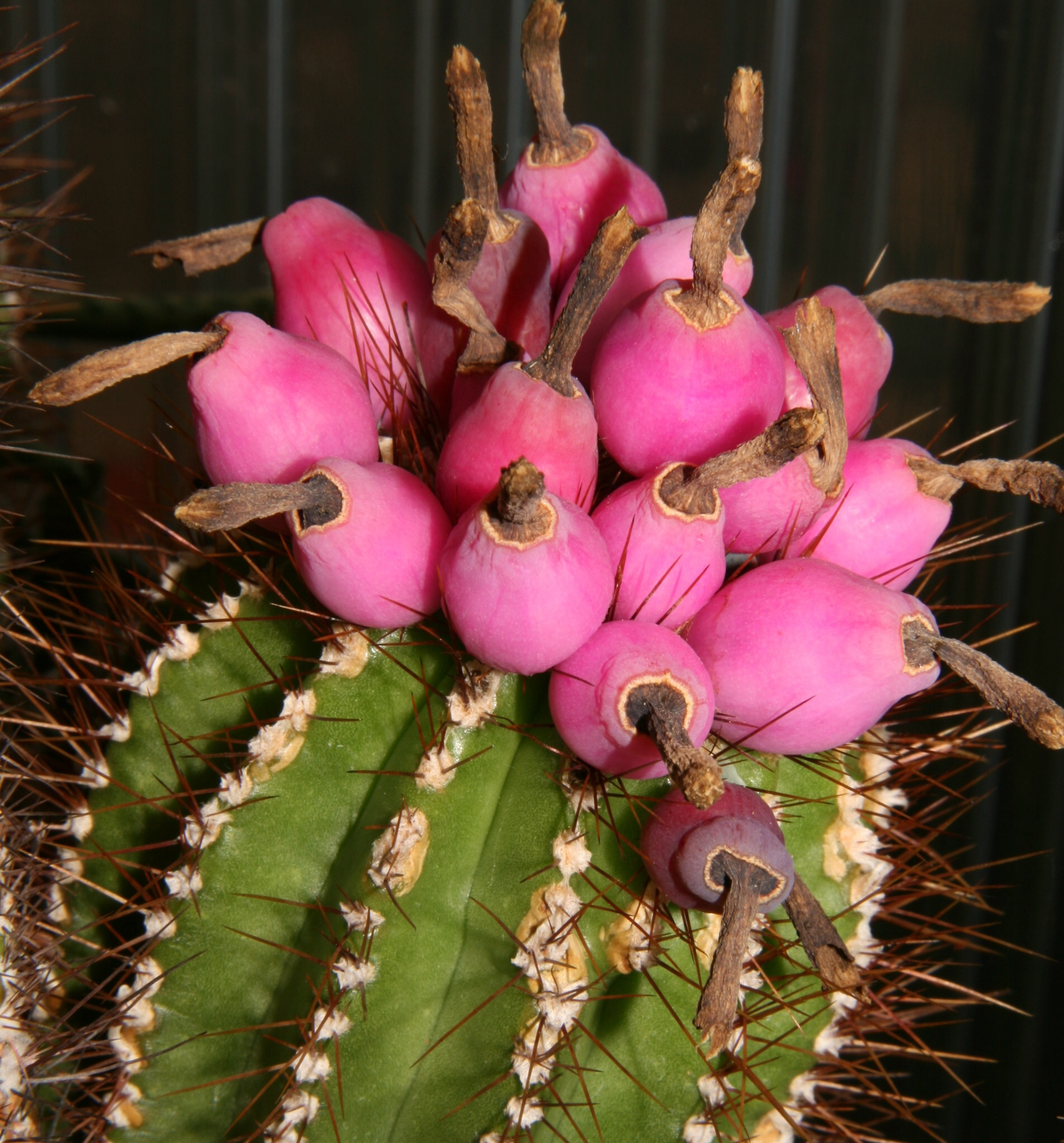
Detalle de los frutos

Arrojadoa bahiensis se cultiva principalmente como planta ornamental. No es adecuado para principiantes debido a sus requerimientos específicos y a la sensibilidad de su sistema radicular. Este cactus presenta un crecimiento relativamente rápido cuando se encuentra en condiciones óptimas. Requiere un sustrato mineral muy poroso y nutritivo, diseñado para cactus, y debe cultivarse en macetas con buen drenaje. Su sistema radicular es frágil, por lo que no tolera bien los trasplantes y puede tardar en adaptarse después del cambio.
Necesita una buena exposición a la luz, aunque no tan intensa como los cactus de zonas áridas. La exposición solar moderada promueve tanto la floración como la producción de espinas. Durante su período de crecimiento activo, de abril a octubre, demanda riegos frecuentes, aunque es fundamental dejar que el suelo se seque bastante entre riegos. No soporta sequías prolongadas ni encharcamientos, ya que sus raíces poco eficientes pueden pudrirse fácilmente. En invierno, conviene espaciar el riego, incluso hasta una vez al mes.
La especie no tolera el frío. Debe mantenerse entre 12 y 20 °C durante el reposo invernal y nunca exponerse a temperaturas inferiores a 8 °C, aunque puede resistir breves descensos hasta los 4 °C. El calor constante durante todo el año mejora considerablemente su desarrollo. En buenas condiciones, las plantas se mantienen generalmente libres de plagas. No obstante, pueden verse afectadas por arañas rojas, cochinillas (especialmente en las raíces) y, más raramente, por escamas. La podredumbre suele deberse a un mal manejo del riego o la ventilación.
La propagación se realiza preferentemente por semillas, sembradas en febrero o marzo en un sustrato ligero y arenoso, con temperaturas de entre 18 y 22 °C. También puede reproducirse por vástagos laterales si los produce, aunque el injerto no suele ser necesario.